# Complexul Energetic Rovinari

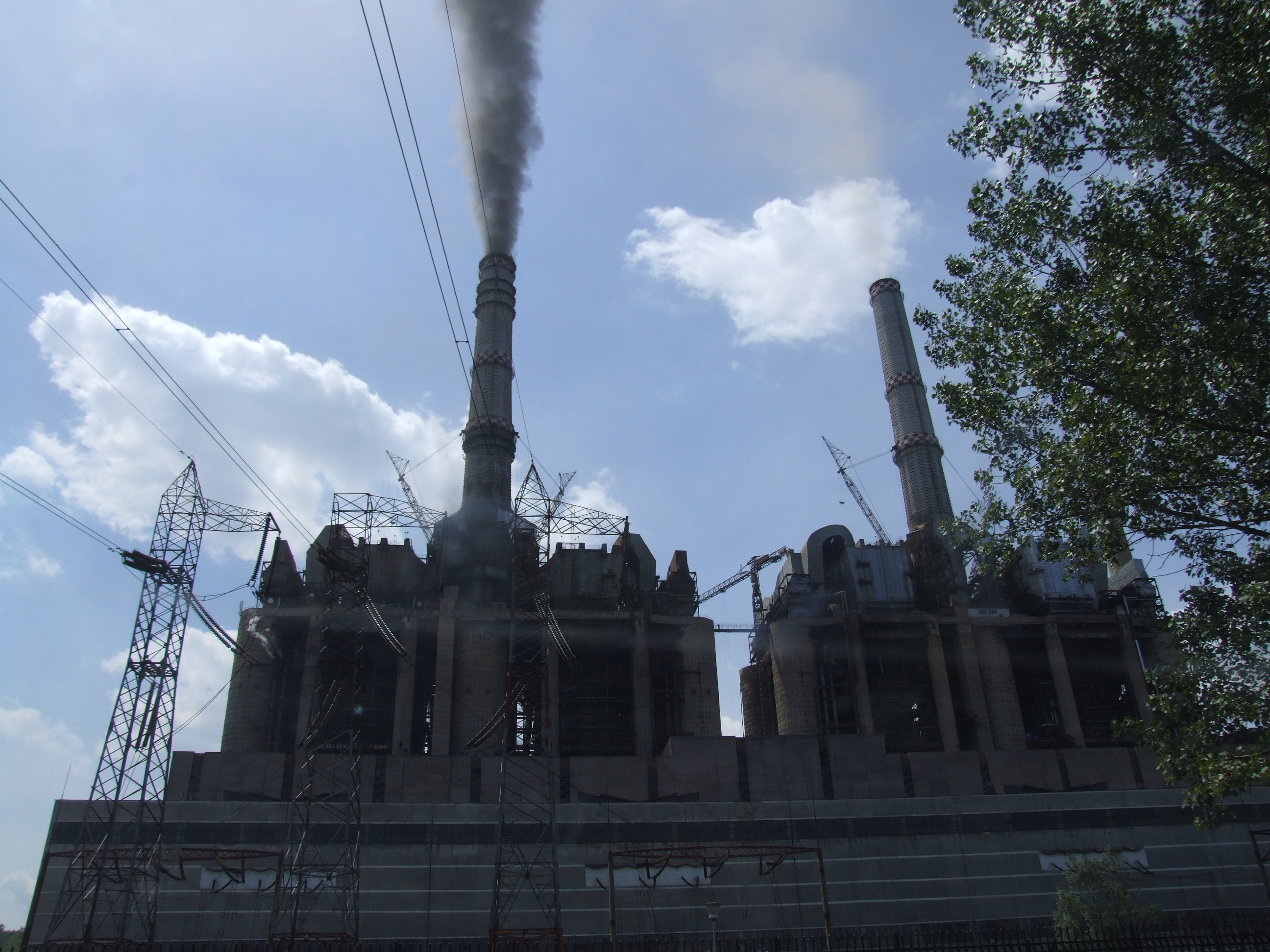
CE Rovinari

Complexul Energetic Rovinari este o companie de stat producătoare de energie electrică și termică, pe bază de lignit.
Compania a fost înființată la 1 aprilie 2004, prin fuziunea unității de producere a energiei Electrocentrale Rovinari (pe atunci parte a Termoelectrica) cu minele de lignit Rovinari, Tismana și Pinoasa, deținute anterior de Compania Națională a Lignitului Oltenia.
Termocentrala Rovinari are o putere instalată de 990 MW, formată din blocurile energetice nr. 4, 5 și 6, puse în funcțiune în perioada 1976 – 1979. Acționarul majoritar al companiei este Ministerul Economiei.
Complexul Energetic Rovinari este între cele mai poluante 4 centrale energetice din România, contribuind la poluarea din Europa.
În data de 1 iunie 2023 grupul energetic nr. 3 a fost retras definitiv din operare. Instalația de desulfurare aferentă acestui grup va fi utilizată pentru racordarea grupului nr. 5, aflat în modernizare, capacitatea grupului nr. 3 urmând a fi înlocuită cu proiecte fotovoltaice.
Complexul Rovinari va închide treptat toate grupurile energetice pana în 2030. 
Număr de angajați în 2009: 3.878
Cifra de afaceri în 2008: 259,6 milioane euro

## Producția de electricitate
În 2008, Complexul Energetic Rovinari a produs o cantitate de 5,9 TWh energie electrică.
Producția de energie electrică a început în iunie 1972, când a livrat 0,6 TWh în Sistemul Energetic Național.
În 1973, a livrat 1,6 TWh.
De atunci producția a crescut treptat, ajungând la 5 TWh în 1989.
Din 1989 și până în prezent, cea mai mică producție a fost în 1991, cu 2,5 TWh și cea mai mare în 2006 cu 6,9 TWh.
Producția pe ani, în TWh:
| Anul | 2008 | 2007 | 2006 | 2005 | 2004 | 2003 |
| ---- | ---- | ---- | ---- | ---- | ---- | ---- |
| TWh  | 5,9  | 5,8  | 6,9  | 5,4  | 5,5  | 5,9  |

## Modernizarea
În august 2010 a fost inaugurată o investițe de mediu de 160 de milioane de lei (35,4 milioane euro) în cadrul Complexului Energetic Rovinari.
Instalația pusă în funcțiune, respectiv de transport și depozitare a zgurii și a cenușii, face parte din investițiile necesitate pentru ca termocentrala Rovinari să poată funcționa și în anii următori, în conformitate cu normele de mediu europene.
În prezent se construiește și instalația de desulfurare, foarte importantă pentru atingerea normelor de mediu, care va fi funcțională abia în 2011.
Planul de extindere cu un nou bloc energetic nr. 7 inițial de 500MW și mai apoi 600MW executate de China Huadian Engineering a fost anulat.